# Antun Lewaj
Antun Lewaj (-), jedan od prvih igrača Hajduka. Godine 1911. nalazi se u prvoj postavi koja je 11. lipnja 1911. odigrala na Starom placu prvu javnu utakmicu protiv nekog drugog kluba, odnosno talijanaškog kluba Calcio.
U ovoj utakmici Antun Lewaj postiže jedan od devet zgoditaka kojim je Hajduk nadvladao svog protivnika. Ostale golove postigli su Božidar Šitić (6), Šime Raunig Šimunica (1) prvi gol u povijesti Bilih postignut u 7. minuti i Božo Nedoklan (1) drugi gol u povijesti kluba.
Osim njega protiv Calcia igrali su u prvoj postavi Buchberger (branka), Fakač, Namar, Bonetti, Murat, Tudor, Šitić, Raunig i Nedoklan. 
Statistika u Hajduku
| Natjecanje        | Nastupi | Zgoditci |
| ----------------- | ------- | -------- |
| Prvenstvo         | 0       | 0        |
| Kup               | 0       | 0        |
| Superkup          | 0       | 0        |
| Međunarodne       | 0       | 0        |
| Splitski podsavez | 0       | 0        |
| Ukupno            | 0       | 0        |
| Prijateljske      | 1       | 1        |
| Sveukupno         | 1       | 1        |